# Vollmershain
Vollmershain est une commune allemande de l'est du land de Thuringe située dans l'arrondissement du Pays-d'Altenbourg. Vollmershain fait partie de la Communauté d'administration de la Sprotte.

## Géographie

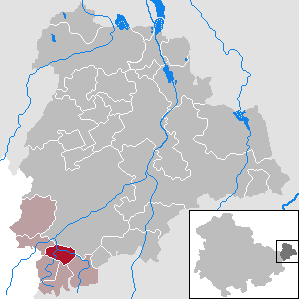
Situation de la commune (en rouge) à dans l'arrondissement d'Altenbourg

Vollmershain est située au sud de l'arrondissement, au confluent de la Heukewalder Sprötte et de la Mannichswalder Sprötte, affluents de la Sprötte, à 7 km au sud-ouest de Schmölln et à 19 km au sud d'Altenbourg, le chef-lieu de l'arrondissement.
Communes limitrophes (en commençant par le nord et dans le sens des aiguilles d'une montre) : Posterstein, Nöbdenitz, Schmölln, Thonhausen, Jonaswalde et Heukewalde.

## Histoire
La première mention écrite du village date de 1181 dans un document émanant de l'abbaye bénédictine de Posa à Zeitz. Le village a été certainement fondé par des colons germaniques bien auparavant, son nom serait dérivé du prénom "Volkmar".
Vollmershain a fait partie du duché de Saxe-Altenbourg (cercle oriental, ostkreis). En 1920, il est intégré au nouveau land de Thuringe (arrondissement d'Altenbourg).
De 1952 à 1990, la commune a fait partie de l'arrondissement de Gera, dans le district de Gera.

## Démographie
| 1900 | 1933 | 1939 | 1995 | 2000 | 2005 | 2010 |
| ---- | ---- | ---- | ---- | ---- | ---- | ---- |
| 390  | 358  | 340  | 336  | 366  | 340  | 334  |